# لوك أرنولد
لوك أرنولد (بالإنجليزية: Luke Arnold)‏ هو ممثل أسترالي، ولد في 31 مايو 1984 في أستراليا.

## أعمال

### مسلسلات
- الأشرعة السوداء

## وصلات خارجية
- لوك أرنولد على موقع IMDb (الإنجليزية)
- لوك أرنولد على موقع قاعدة بيانات الفيلم (الإنجليزية)